# Paloma Adrados
María Paloma Adrados Gautier, née le 16 avril 1957 à Madrid, est une avocate et femme politique espagnole, membre du Parti populaire (PP).
Elle est présidente de l'Assemblée de Madrid de juin 2015 à juin 2019.

## Biographie

### Carrière professionnelle
Elle est titulaire d'une licence en droit, obtenue à l'université complutense de Madrid. Elle est de plus titulaire d'un diplôme en droit fiscal, d'un autre en organisations entrepreneuriales et d'un diplôme en politique sociale. Après ses études, elle travaille à la Confédération espagnole des entreprises puis devient avocate dans des cabinets particuliers.

### Carrière politique
Entre 1997 et 1999, elle travaille auprès de Javier Arenas, alors ministre du Travail en tant que conseillère et assesseure. Elle est élue lors des élections de 1999 députée à l'Assemblée de Madrid, où elle occupe le poste de première secrétaire du bureau. Elle est, dès lors, réélue à chaque élection.
En juin 2007, elle est nommée conseillère à l'emploi et aux droits des femmes par la présidente Esperanza Aguirre dans son deuxième gouvernement en remplacement de Juan José Güemes ; poste qu'elle occupe jusqu'en juin 2011. À cette date, elle se présente en tant que chef de file du Parti populaire pour les élections municipales du 22 mai 2011 à Pozuelo de Alarcón. Elle remporte alors 61,9 % des suffrages et une majorité absolue qui lui permet d'être investie maire de la ville le 11 juin suivant. Elle est de nouveau candidate pour les élections du 24 mai 2015 et conserve sa majorité absolue bien qu'ayant perdu trois mandats de conseillers municipaux. Elle cède néanmoins la mairie à Susana Pérez Quislant et démissionne de son mandat après avoir été élue présidente de l'Assemblée de Madrid le 9 juin 2015.